# Sam Leigh-Brown
Sam Leigh-Brown (* 8. Januar 1969 in Manchester) ist eine britische Sängerin, die seit den 1990er Jahren in Deutschland lebt.
Sam Leigh-Brown entstammt einer Musiker-Familie. Ihre Mutter war Big-Band-Sängerin, ihr Vater Saxophonist. Sie verließ ihr Elternhaus 1990 und zog mit Gitarre auf das europäische Festland. Über Spanien und Frankreich gelangte sie schließlich als Straßenmusikantin nach Dortmund. Danach studierte sie in Arnheim Jazzgesang, bevor sie viele Jahre in Köln und in der Düsseldorfer Kiefernstraße verbrachte.
Größere Bekanntheit erlangte Sam Leigh-Brown als Sängerin des Düsseldorfer Frank Popp Ensembles, das im Jahr 2003 mit dem von ihr getexteten Hip Teens Don't Wear Blue Jeans einen Sommerhit landete. Der Song erreichte in Deutschland, Österreich und der Schweiz die vordere Hälfte der Musikcharts.
Schon zuvor war Leigh-Brown häufig als Sängerin der Band Jazzkantine sowie der „jazzigen Multikulti-Formation“ N.O.H.A. in Erscheinung getreten. Sie arbeitete außerdem für weitere Künstler und Bands als Gast- und Studiosängerin, so für das United Women's Orchestra und die Big Band des Hessischen Rundfunks. 2005 zog sie sich für eine Babypause vorübergehend von der Bühne zurück. 2008 war sie mit dem Frank Popp Ensemble noch einmal beim Lake Side Festival in Hergiswil am Vierwaldstättersee zu sehen.
Später zog Sam Leigh-Brown mit ihrer Tochter nach Berlin. Sie arbeitete inzwischen unter anderem für Max Mutzke und tourte mit Moonbootica. 2012 nahm sie an der zweiten Staffel der Gesangs-Castingshow The Voice of Germany teil und erreichte dort die „Battle Round“ im Team Xavier Naidoos.